# Aspartam
L'aspartam, o E951, és un edulcorant artificial no glúcid. És l'èster metílic, un dipèptid de l'l-aspartil-l-fenilalanina, és a dir, un dipèptid compost de dos aminoàcids naturals, l'àcid l-aspàrtic i la l-fenilalanina. Atès que és aproximadament dues-centes vegades més dolç que la sacarosa, es pot considerar insignificant l'energia que aporta a la dieta. Per això, s'ha fet un substitut del sucre molt estès a la indústria alimentària.
L'aspartam és un ingredient d'uns 6.000 aliments venuts arreu del món, inclosos refrescos i altres begudes, xiclets i caramels sense sucre, postres, cereals i drogues; també apareix en paquets per al cafè i el te. Tanmateix, és inadequat per a alguns usos, com ara la pastisseria, perquè es descompon quan és exposat a l'escalfor intensa. Per això ha perdut una part de la seva quota de mercat a favor de la sucralosa, que es comercialitza per a l'ús en la pastisseria a casa i en postres venuts a botigues.
Com altres pèptids (incloent-hi les proteïnes), l'aspartam té aproximadament 17 kilojoules d'energia per gram, però la quantitat necessària per a imitar la dolçor de sucre és minúscula, i per això els refrescos i aliments endolcits amb aspartam són populars substituts dels aliments amb sucre entre els qui desitgen aprimar-se. Però el gust d'aspartam no imita perfectament el de sucre; es percep més tard la dolçor d'aspartam, i la sensació dura més temps; a més a més, hi ha persones que poden detectar un regust desagradable subtil en els aliments endolcits amb aspartam. Això fa que moltes de vegades l'aspartam s'utilitzi en combinació amb altres edulcorants artificials a fi de recrear, d'aquesta manera, un gust més semblant al del sucre.

## Metabolisme i fenilcetonúria
Després de la ingestió, l'aspartam es descompon en components naturals residuals, incloent-hi àcid aspàrtic, fenilalanina, metanol, i altres productes de degradació incloent formaldehid i àcid fòrmic, l'acumulació d'aquest últim se sospita que és la causa principal de lesions en la intoxicació per metanol. Els estudis en humans mostren que l'àcid fòrmic s'excreta ràpidament després de la ingestió d'aspartam. En alguns sucs de fruites, es poden trobar concentracions més grans de metanol que la quantitat produïda a partir de l'aspartam contingut en begudes.
Els alts nivells de fenilalanina són un perill per a la salut per a les persones que presenten fenilcetonúria.

## Controvèrsies
L'aspartam ha estat l'objecte de moltes controvèrsies des de la seva aprovació inicial per l'Administració d'Aliments i Fàrmacs dels Estats Units (FDA) el 1974. L'aprovació de l'FDA de l'aspartam va ser molt controvertida, amb crítics que al·legaven que la qualitat de la recerca inicial que avalava la seva seguretat era inadequada i errònia, i que conflicte d'interessos van entelar l'aprovació de l'aspartam.
Pocs estudis han posat en dubte la seguretat: els primers el 1998 per part del català, de la Universitat de Barcelona, Marià Alemany i els del 2006 i 2010-11, per l'italià Morando Soffritti de la Fundació Ramazzini, en estudis sobre ratolins; i el de Halldorsson el 2010.
Però el pes de les proves científiques existents indica que l'aspartam és segur per a la població general en els nivells actuals de consum com a edulcorant no nutritiu. Comentaris realitzats pels organismes reguladors dècades després que l'aspartam fos aprovat per primera vegada han donat suport a la seva contínua disponibilitat.
El 2023, l'OMS va qualificar l'espartam de possible cancerigen però tot afirmant que és segur consumir-lo diàriament dins del límit de 40 mil·ligrams per quilogram de pes corporal. Per a un adult de 70 quilograms de pes, aquest límit serien entre 9 i 14 llaunes de refresc al dia per tal de superar la ingesta diària admissible.